# Mastigobryum fuscum
Mastigobryum fuscum là một loài rêu tản trong họ Lepidoziaceae. Loài này được (Stephani) Besch. miêu tả khoa học lần đầu tiên năm 1895.